# Celso Téllez
Celso Téllez fue un militar mexicano con idealismo villista que participó en la Revolución mexicana.
Se unió al movimiento constitucionalista en 1913. En 1914, al ocurrir la escisión de Venustiano Carranza y Francisco Villa, siguió fiel al villismo. En 1916 combatió en Chihuahua a las fuerzas estadounidenses de la Expedición Punitiva, y ahí falleció. 